# Przebudźcie się!
Przebudźcie się! (ang. Awake!) – czasopismo wydawane przez Towarzystwo Strażnica, oficynę wydawniczą Świadków Jehowy od 1919 roku, początkowo pod nazwą „Złoty Wiek”. Ukazuje się trzy razy w ciągu roku o przeciętnym nakładzie 16 265 000 egzemplarzy w 252 językach. Jest ono udostępniane nieodpłatnie, a jego publikowanie wchodzi w zakres ogólnoświatowej biblijnej działalności edukacyjnej prowadzonej przez Świadków Jehowy.
Nazwa czasopisma nawiązuje do wersetu z listu do Rzymian 13:11 „już nastała pora, byście się przebudzili ze snu” (NW), który przez pewien czas znajdował się na jego tytułowej stronie. Tytuł czasopisma „ma na celu wskazanie czytelnikom, że żyją w czasach, które mają szczególne znaczenie w kontekście spełniających się proroctw biblijnych”. „Przebudźcie się!” jest skierowane do osób, które niezbyt dobrze znają Biblię lub którym jest ona całkowicie obca.

## Historia
5 września 1919 roku podczas kongresu, odbywającego się w Cedar Point w stanie Ohio w dniach od 1 do 8 września 1919, Joseph F. Rutherford zapowiedział wydawanie nowego czasopisma Badaczy Pisma Świętego. Czasopismo to początkowo nosiło tytuł „Złoty Wiek” (ang. „The Golden Age”). Jego nazwa nawiązywała do określanego „Złotym Wiekiem” czasu chwalebnych rządów Mesjasza, a obwieszczanie zbliżającego się tego okresu uznano za część zleconego przez Boga zadania głoszenia Dobrej Nowiny. Strona tytułowa zawierała tekst, że jest to „czasopismo oparte na rzeczywistości, przekonaniu i nadziei”. Pierwszy numer wydania angielskiego ukazał się 1 października 1919 roku, wydawane było co dwa tygodnie, a jego polska wersja w roku 1925.
Od wydania z 14 kwietnia 1920 roku rozpoczęto jego druk we własnej drukarni mieszczącej przy Myrtle Avenue 35 (niedaleko od Domu Betel).
Czasopismo „Złoty Wiek” było przeznaczone do służby kaznodziejskiej i miało na celu poinformowanie, że rzeczywistym rozwiązaniem problemów ludzkości jest Tysiącletnie Panowanie Chrystusa, które zapoczątkuje „złoty wiek” – nową erę w dziejach świata. Czasopismo miało też wyjaśniać znaczenie wydarzeń światowych i nieść nadzieję na skuteczne rozwiązanie problemów ludzkości. Początkowo w czasopiśmie publikowano materiały do studium Biblii. Rubryka „Studium biblijne dla młodzieży” zawierała pytania, które rodzice mogli omawiać z dziećmi. Dla dorosłych ukazywała się rubryka „Studium Boskiego planu wieków dla zaawansowanych”. Zawierała pytania i odpowiedzi oparte na pierwszym tomie Wykładów Pisma Świętego. Od roku 1922 rubryki zastąpiła książka Harfa Boża.
Czasopismo od roku 1929 ostrzegało przed nazizmem, w roku 1933 ukazały się pierwsze z wielu doniesień o istniejących w Niemczech obozach koncentracyjnych, a na początku 1939 roku informowało o masowych aresztowaniach na terenie III Rzeszy.
Począwszy od wydania z 6 października 1937 roku tytuł zmieniono na „Pociecha” (ang. „Consolation”). Nazwa ta miała podkreślić, że ludzie potrzebują trwałego pokrzepienia. Na kongresie pod hasłem „Weselące się narody” w Cleveland poinformowano o zmianie nazwy czasopisma na „Przebudźcie się!”, by uświadamiać czytelnikom duchowe znaczenie czasów, w których żyją. Pod tym tytułem czasopismo ukazuje się od numeru z 22 sierpnia 1946 roku. W 1951 roku zmieniono format czasopisma, a w 1981 roku rozpoczęto wydawanie techniką czterobarwną (pełny kolor). Od numeru z 1 kwietnia 2011 roku wszystkie składki są wydawane w tej technice.
Do roku 2005 „Przebudźcie się!” ukazywało się dwa razy w miesiącu. Od roku 2006 było miesięcznikiem i rozpoczęło kłaść większy nacisk na Królestwo Boże i Biblię. Od 2013 roku zmniejszyła się objętość czasopisma z 32 do 16 stron. W latach 2016–2017 było dwumiesięcznikiem, a od 2018 roku wychodzi trzy razy w roku (od 2022 roku wydaje się dwa numery reprintów oraz jeden nowy numer (z jednym głównym tematem)).
Pierwszym redaktorem czasopisma, który pisał artykuły i usługiwał w tym charakterze do 1946 roku, był Clayton J. Woodworth. W 1928 roku Nathan H. Knorr został sekretarzem i skarbnikiem, a Robert J. Martin kierownikiem produkcji „Złotego Wieku”. Czasopismo (podobnie jak inne publikacje Świadków Jehowy) nie publikuje nazwisk autorów artykułów, którzy jak sami wyjaśniają, nie chcą przysparzać chwały sobie, tylko Bogu.

### Historia czasopisma w Polsce
Pierwszy numer próbny w języku polskim ukazał się w Detroit w Stanach Zjednoczonych 10 listopada 1920 roku. Był to odpowiednik pierwszego numeru wydania angielskiego. Planowano wówczas wydawać polską edycję regularnie co dwa tygodnie jednak z powodów organizacyjnych do tego nie doszło.
Regularnie czasopismo w języku polskim zaczęło się ukazywać od 15 marca 1925 roku, a jego pierwszym tłumaczem był Edward Rüdiger. Do roku 1933 „Złoty Wiek” był drukowany w Szwajcarii i sprowadzany do Polski. Przez krótki okres czasopismo było dostępne również w sprzedaży w kioskach ulicznych wraz z prasą światową.
24 października 1929 roku minister spraw wewnętrznych Felicjan Sławoj Składkowski cofnął debit pocztowy na sprowadzanie „Złotego Wieku”. Jednak po kilku tygodniach jego następca Henryk Józewski 22 stycznia 1930 roku ponownie zezwolił na sprowadzenie czasopisma i rozsyłanie go pocztą. W 1931 roku odpowiedzialnym za jego wydawanie był Wilhelm Scheider.
Gdy uniemożliwiono sprowadzanie „Złotego Wieku” ze Szwajcarii w 1933 roku zaczęto czasopismo drukować w Łodzi. Kilkukrotnie jednak zmieniano wydawców. Wśród pracowników redakcji byli m.in. Augustyn Raczek, Ludwik Kinicki, Jan Gątkiewicz (tłumacz z języka niemieckiego, Wojciech Jordani oraz tłumacz z języka francuskiego (nazwisko nieznane). Po licznych konfiskatach czasopisma zarządzonych przez urząd cenzury doszło do zakazu publikacji „Złotego Wieku”. Po wniesionej apelacji wydawano „Złoty Wiek” aż do czasu wydania decyzji o nieodwołalnym zakazie wydawania czasopisma. 12 stycznia 1937 roku Augustyn Raczek odpowiedzialny za wydawanie „Złotego Wieku” został skazany przez Sąd Okręgowy w Łodzi na 15 miesięcy więzienia.
Ostatni numer „Złotego Wieku” ukazał się 1 września 1936 roku. Jednak w miejsce tego czasopisma 1 października 1936 roku zaczęto w Warszawie wydawać czasopismo pod tytułem „Nowy Dzień”. Miało ono taki sam charakter jak „Złoty Wiek”. Ukazywało się ono do samego wybuchu II wojny światowej, a odpowiedzialnym za jego wydawanie był Ludwik Kinicki. Siedziba redakcji mieściła się przy ul. Długiej 46/52 w Warszawie (czasopismo drukowane było w prywatnej warszawskiej drukarni Wolnickiego).
Po II wojnie światowej, w związku z uroczystością Wieczerzy Pańskiej obchodzonej w zborach 16 kwietnia 1946, ukazał się numer specjalny numer czasopisma „Pociecha”.
W okresie zakazu działalności Świadków Jehowy, było ono drukowane konspiracyjnie. Konspiracyjne wydawanie czasopisma zaczęło się w latach 60. W okresie tym ukazywało się nieregularnie. Od roku 1984 ukazywało się jako miesięcznik. 
Dla Polonii druk czasopisma „Przebudźcie się!” w Stanach Zjednoczonych rozpoczęto w 1959 roku. Miesięczne wydania polonijne w krajach zachodnich były dostępne do czerwca 1988 roku. 
W połowie 1988 roku w Polsce oficjalnie zezwolono na regularne sprowadzanie czasopisma z zagranicy. W latach 1996–2005 czasopismo ukazywało się w języku polskim dwa razy w miesiącu, tak jak wydanie angielskie.
Od 2018 roku czasopismo jest dostępne także w polskim języku migowym. Nakład każdego numeru udostępnianego w Polsce wynosi około 530 tysięcy egzemplarzy. Dostępne są pojedyncze numery w polskim alfabecie Braille’a (2018, 2019).

## Nakład i języki
Czasopismo ukazuje się trzy razy do roku w przeciętnym nakładzie Przebudźcie się! egzemplarzy, co czyni je drugim pod względem nakładu największym czasopismem świata (większy nakład ma tylko „Strażnica Zwiastująca Królestwo Jehowy”). Największy nakład czasopismo osiągnęło w 2020 roku – 93 354 000 egzemplarzy. Wydawane jest w 252 różnych wersjach językowych. W niektórych językach było można zamówić wersję czasopisma na płytach CD (audio). Od stycznia 2008 roku czasopismo jest również dostępne online na oficjalnej stronie internetowej jw.org w plikach audio, od drugiej połowy 2010 roku także w wersji PDF, od lipca 2011 roku w wersji EPUB, od 2012 roku także w wersji HTML, a od 2014 roku w wersjach MOBI, RTF, w plikach z tekstem transkrybowanym na wersje brajlowskie oraz w językach migowych (również w polskim). Czasopismo to jest dostępne również jako oprawny tom czasopism drukowanych z poszczególnych lat oraz w wersji elektronicznej (Biblioteka Strażnicy) na DVD (poprzednio na CD), także online w serwisie internetowym jw.org, w Bibliotece Internetowej Strażnicy oraz w darmowych aplikacjach dla urządzeń cyfrowych i stacjonarnych JW Library oraz  JW Library Sign Language. „Przebudźcie się!” jest udostępniane nieodpłatnie. Czasopismo nie jest na sprzedaż, nie zawiera też reklam. Jego publikowanie wchodzi w zakres ogólnoświatowej biblijnej działalności edukacyjnej prowadzonej przez Świadków Jehowy, wspieranej dobrowolnymi datkami.

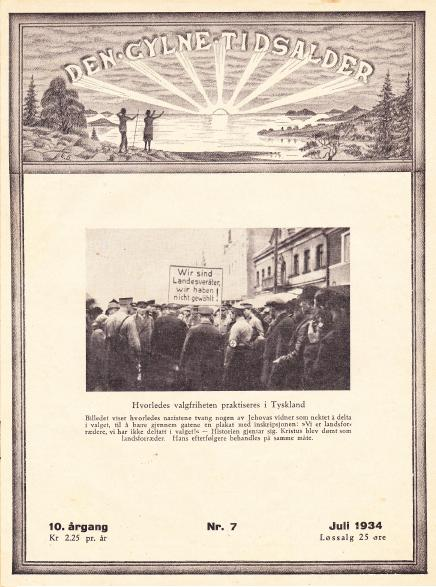
„Złoty Wiek” z lipca 1934 roku (wyd. duńskie)
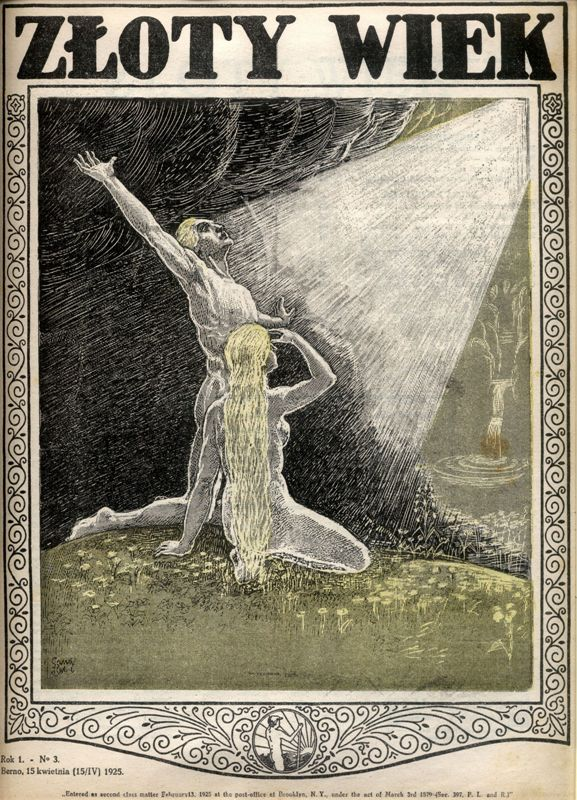
„Złoty Wiek” z 15 kwietnia 1925 (1925 nr 3)
„Nowy Dzień” (15 listopada 1936)

## Zawartość i cel
Według wydawców:

„Przebudźcie się! redagowane jest z myślą o osobach, które wiedzą o Biblii niewiele lub którym jest ona całkowicie obca. Być może nie znają chrześcijańskich wierzeń, nie ufają religii lub nie są świadome, że Biblia ma praktyczną wartość. Głównym celem „Przebudźcie się!” jest przekonanie takich osób, że prawdziwy Bóg istnieje (Rzym. 1:20; Hebr. 11:6). Ponadto czasopismo to ma pomóc czytelnikowi nabrać przekonania, że Biblia „jest naprawdę (...) Słowem Boga” (1 Tes. 2:13)”.
„Przebudźcie się! wskazuje, jak można sobie radzić z dzisiejszymi problemami i umacnia zaufanie do obietnicy naszego Stwórcy, że nastanie nowy świat, w którym zapanuje pokój i bezpieczeństwo”

„Przebudźcie się!” w swoich artykułach zajmuje się różnymi dziedzinami życia, opisywanymi zazwyczaj z religijnego punktu widzenia. W porównaniu z pokrewnym czasopismem „Strażnica” w większym stopniu porusza zagadnienia naukowe, przyrodnicze i społeczne, podkreślając przy tym znaczenie Biblii. Zachęca czytelników, żeby szukali w Biblii rad, jak rozwiązywać swoje problemy. Czasopismo odgrywa ważną rolę w działalności kaznodziejskiej. W wersji elektronicznej w serwisie internetowym jw.org zawiera dodatkowo rubryki, które do 2017 roku ukazywały się w „Przebudźcie się!”: Młodzi ludzie pytają, Ilustrowane opowieści biblijne, Czy to nie zostało zaprojektowane?, Tematyka rodzinna i Zadania rysunkowe.
Według deklaracji w stopce redakcyjnej (podawanych do nr 12 z 2012 roku) czasopismo to:

Ma służyć pożytkowi całej rodziny. Wskazuje, jak można się uporać z dzisiejszymi problemami. Podaje wiadomości, opowiada o ludziach z innych krajów, zajmuje się zagadnieniami religijnymi i naukowymi. (...) Nie poprzestając na powierzchownej ocenie, pokazuje głębsze znaczenie współczesnych wydarzeń, przy czym zawsze zachowuje neutralność wobec spraw politycznych i nie uważa żadnej rasy za lepszą od innych. (...) Umacnia zaufanie do obietnicy naszego Stwórcy, że obecny niegodziwy i pełen bezprawia system rzeczy zostanie zastąpiony przez nowy świat, w którym zapanuje pokój i bezpieczeństwo.